# Парасковіївська сільська рада (Бахмутський район)
| Парасковіївська сільська рада — орган місцевого самоврядування у Бахмутському районі Донецької області з адміністративним центром у с. Парасковіївка. Сільській раді підпорядковані населені пункти: - с. Парасковіївка - с. Благодатне - с. Залізнянське |

## Склад ради
Рада складається з 16 депутатів та голови.

## Керівний склад сільської ради
| ПІБ                          | Основні відомості                                                         | Дата обрання | Дата звільнення |
| ---------------------------- | ------------------------------------------------------------------------- | ------------ | --------------- |
| Будовських Віталій Петрович  | Сільський голова, 1956 року народження, освіта, член Партії регіонів      | 26.03.2006   | 31.10.2010      |
| Сергієнко Олександр Петрович | Сільський голова, 1967 року народження, освіта вища, член Партії регіонів | 31.10.2010   |                 |

Примітка: таблиця складена за даними джерела